# Орден Кондора Анд
Орден Кондора Анд (исп. La Condecoración Nacional de la Orden del Cóndor de los Andes) — высшая государственная награда Боливии.

## История
Орден Кондора Анд был учреждён 12 апреля 1925 года, в год столетнего юбилея образования государства.
Орден вручается за исключительные заслуги перед государством на гражданском или военном поприще. Орден может быть вручен иностранным гражданам. Допускается посмертное награждение.
По Конституции Боливии президент страны при вступлении в должность становится Великим магистром ордена и кавалером цепи ордена Кондора Анд. Министр иностранных дел автоматически занимает пост канцлера ордена и возводится в степень кавалера Большого креста.
В настоящее время статут ордена Кондора Анд регулируется Законом № 1762 от 1997 года, в котором в частности объявлено о его превосходстве над любыми другими национальными или иностранными орденами.

## Степени
Орден имеет шесть степеней:
- Кавалер орденской цепи (исключительно для глав государств или правительств)
- Кавалер Большого креста — знак ордена на чрезплечной ленте и звезда на левой стороне груди (для министров иностранных дел, дипломатов и видных членов международных организаций)
- Великий офицер — знак ордена на шейной ленте и звезда на левой стороне груди
- Командор — знак ордена на шейной ленте (для учёных, исследователей и писателей)
- Офицер — знак ордена на нагрудной ленте с розеткой
- Кавалер — знак ордена на нагрудной ленте

| Орденские планки       | Орденские планки        | Орденские планки | Орденские планки | Орденские планки | Орденские планки |
| ---------------------- | ----------------------- | ---------------- | ---------------- | ---------------- | ---------------- |
| Кавалер орденской цепи | Кавалер Большого креста | Великий офицер   | Командор         | Офицер           | Кавалер          |

## Описание
Знак ордена представляет собой мальтийский крест синей эмали с шариками на концах, наложенный на венок из цветов. В центре круглый медальон, в котором изображена гора Потоси. За ней с левой стороны восходит солнце. Медальон окружает кайма белой эмали с надписью: «La union es la fuerza • MCMXXV».
Знак при помощи переходного звена в виде летящего Андского кондора крепится к орденской ленте.
Звезда ордена аналогична знаку, но большего размера. В центральном медальоне на фоне горы Потоси на уступе сидит Андский кондор.
Орденская лента зелёного цвета.